# Полтора шпиона
«Полтора шпиона» (англ. «Central Intelligence», дословно — «Центральное разведывательное») — американский фильм, комедийный боевик 2016 года режиссёра Роусона Маршалла Тёрбера. Авторами сценария стали Айк Баринхолц, Дэвид Стассен и Роусон Маршалл Тёрбер. В главных ролях — Дуэйн «Скала» Джонсон и Кевин Харт. Премьера в США состоялась 17 июня 2016 года. В России фильм вышел в прокат 7 июля.

## Сюжет
Келвин Джойнер, когда-то всеобщий любимец и лучший выпускник Центральной средней школы Вудберри, Мериленд, по прозвищу «Золотая Ракета», женившийся на первой школьной красавице, ныне обычный бухгалтер и переживает о несбывшихся надеждах. В школе Келвин был единственным, кто защищал от травли одноклассника Боба Стоуна, смешного толстяка по кличке «Робби-Кривотрахер» (Robbie Wheirdicht). Опозоренный компанией школьного хулиганья, Робби даже не пришёл ни на экзамены, ни на выпускной вечер. Но с годами Боб Стоун превратился настоящего атлета и агента ЦРУ.
Попав в безвыходную ситуацию, Боб вынужден вспомнить о своем школьном друге, с которым не общался все годы. Пригласив Келвина на встречу перед 20-летием их выпуска, Боб просит помочь разобраться с несколькими странными финансовыми транзакциями. Оказывается, что они связаны с подпольным аукционом, в который вовлечены воротилы теневого бизнеса. На следующий день Боб исчезает, но в доме Келвина появляются агенты ЦРУ во главе с Памелой Харрис. Они пытаются склонить Келвина к сотрудничеству, утверждая что их бывший коллега Боб потерял связь с реальностью и его нужно остановить. Якобы Боб стал опасным теневым дельцом по прозвищу «Чёрный барсук». Келвин разбирается, кто прав и виноват. Настоящим «Чёрным барсуком» оказывается Фил Стентон, бывший напарник. В финальном поединке Боб убивает Фила. Благодаря помощи Келвина Боб восстанавливает своё имя и успевает в родную школу на праздник в честь двадцатилетия выпуска. В семью Келвина и Мегги возвращается мир и порядок, вскоре они ждут ребёнка.

## В ролях
| Актёр            | Роль                |
| ---------------- | ------------------- |
| Дуэйн Джонсон    | Боб Стоун           |
| Кевин Харт       | Келвин Джойнер      |
| Эми Райан        | агент Памела Харрис |
| Аарон Пол        | Фил                 |
| Даниэль Николет  | Мэгги Джойнер       |
| Джейсон Бейтман  | Тревор              |
| Райан Хэнсен     | Стив                |
| Меган Парк       | Лекси               |
| Мелисса Маккарти | Дарла Макгакиан     |

## Съёмки
Съёмки фильма проходили в период с конца апреля 2015 года на различных локациях в штате Массачусетс, включая Бостон, Берлингтон, Линн, Миддлтон и Куинси.

## Критика
Фильм получил смешанные, но в основном положительные отзывы от кинокритиков. На сайте Rotten Tomatoes фильм имеет рейтинг 70 % на основе 158 рецензий со средним баллом 5.7 из 10. На сайте Metacritic фильм имеет оценку 52 из 100 на основе 35 рецензий критиков, что соответствует статусу «смешанные или средние отзывы».